# Emblèmes (magazine)
Emblèmes est une anthologie périodique à parution trimestrielle, publiée de 2001 à 2006 par les éditions de l'Oxymore, sous la direction littéraire de Léa Silhol.
18 ouvrages sont parus durant cette période, dont deux hors-séries et un volume spécial (le seul à cibler exclusivement l'œuvre d'une auteure, Tanith Lee). À l'exception de ce numéro spécial, tous sont construits selon une structure similaire (présence d'une préface et, en clôture, d'une section analytique) et présentent un sommaire où se côtoient plumes anglophones et francophones, accompagnées toujours d'un auteur classique.
Chaque numéro s'élabore autour d'un thème – figures du vampire, de la mort ou de la fée, thèmes du double et du reflet, de la magie, des rêves, imaginaire oriental ou vénitien, histoires de routes ou de mer, etc – abordé sous l'angle des littératures de l'imaginaire (fantasy, fantastique, science-fiction), et porte la marque d'un anthologiste et d'un illustrateur différents. Au total, huit anthologistes, dont certains s'essaient pour la première fois à ce travail, se seront relayés pour la direction des différents numéros (Léa Silhol, Natacha Giordano, Alain Pozzuoli, Greg Silhol, Jess Kaan, Sire Cédric, Antoine Lencou, Estelle Valls de Gomis).

## Liste des parutions

### Emblèmes #1 – Vampyres
Dirigé par Léa Silhol, illustrations de Dorian Machecourt (février 2001)
- Le Blanc et le Noir, avant-propos de Léa Silhol
- Nouvelles
  - Ces veines, Christophe Nicolas
  - Varney le vampire (extrait), James Malcolm Rymer, trad. Estelle Valls de Gomis ((en) Varney the Vampire, 1847)
  - Les morts voyagent vite, Kim Newman, trad. Benoît Piret ((en) Dead Travel Fast, 2000)
  - E-mails, Ebatbuok
  - Le Vampire roi des corbeaux, Nancy A. Collins, trad. Michel E. Proulx ((en) Vampire King of the Goth Chicks: From the Journals of Sonja Blue, 1998)
  - Intérieur nuit, Fabrice Colin
  - Mensonges, Lionel Belmon
  - L'horreur se porte si bien, Denis Labbé
  - Le Troisième Cavalier, Tanith Lee, trad. Benoît Piret ((en) The Third Horseman, 1979)
- Analyses
  - Les Buveurs de temps, Estelle Valls de Gomis
  - Guide de lecture, Léa Silhol

### Emblèmes #2 — Sortilèges
Dirigé par Natacha Giordano, illustrations de Ruby (mai 2001)
- Avant-propos, Natacha Giordano
- Nouvelles
  - Il ne neige pas à Frontier, Léa Silhol
  - Sacrifice, Michelle West (en), trad. Estelle Valls de Gomis ((en) Sacrifice, 2000)
  - Véra, Villiers de l'Isle-Adam
  - Henri Potier, prince des sorciers, Éric Boissau
  - Miserere, Serena Gentilhomme
  - Les Mères, Claude Mamier
  - Le Domaine des ronces, Tanith Lee, trad. Sylvie Miller ((en) Thorns, 1974)
  - Oiseaux, Charles de Lint, trad. Benoît Piret ((en) Birds, 1979)
  - Le Coup du lapin, Fabrice Colin
- Analyses
  - Sur les traces de la magie, Xavier Spinat
  - Pour une topologie rapide de la magie, André-François Ruaud

### Emblèmes #3 – Momies
Dirigé par Alain Pozzuoli, illustrations de Sébastien Bermès (août 2001)
- A(vant-) Propos de Momies, Alain Pozzuoli
- Nouvelles
  - La Tombe d'une reine (extrait), Bram Stoker, trad. Estelle Valls de Gomis (tiré de (en) The Jewel of Seven Stars, 1903)
  - Tire la bandelette et la chevillette cherra, Estelle Valls de Gomis
  - Le Remplaçant, Jean Rohwald
  - Ton ombre te connaît bien, Nancy Kilpatrick, trad. Sylvie Miller ((en) Your Shadow Knows You Well, 2001)
  - Un jeu d'enfer, Didier Rouge-Héron
  - Face à face, Anne Duguël
  - La Malédiction de Xolotl, Marie Carbonnier
  - N'oublie pas les nuits du Caire, Jeanne Faivre d'Arcier
  - Cinémomie, Jean-Michel Calvez
- Analyses
  - La Momie à l'écran, Pierre Gires
  - Les Momies du Cimetière des Capucins, Guy de Maupassant
  - Guide de lecture, Alain Pozzuoli
  - Zakouski momico-poétique, Léa Silhol & Alain Pozzuoli

### Emblèmes #4 – Rêves
Dirigé par Natacha Giordano, illustrations de Ruby (décembre 2001)
- Avant-propos, Natacha Giordano
- Nouvelles
  - Granny Weather, Charles de Lint, trad. René Beaulieu ((en) Granny Weather, 2000)
  - Le Prix de consolation, Gary A. Braunbeck (en), trad. Sandrine Jehanno ((en) Consolation Prize, 2000)
  - Une berceuse d'éveil, Nicholas Eustache
  - Un paysage de rêve, Claude Mamier
  - Le Sommeil et les Songes, Ovide (extrait des Métamorphoses)
  - États oniriques, Kristine Kathryn Rusch, trad. Sandrine Jehanno ((en) Dreamlike States, 2000)
  - Là où changent les formes, Léa Silhol
- Analyses
  - De quelques phénomènes du sommeil, Charles Nodier
  - Rêver, écrire peut-être, René Beaulieu

### Emblèmes #5 – Venise noire
Dirigé par Léa Silhol, illustrations de Sébastien Bermès (février 2002)
- Lilas, Cyanure, Aniline, Léa Silhol
- Nouvelles
  - Le Miroir de Venise, Théophile Gautier (extrait de Spirite)
  - 1575-1577, David Cathiaux
  - Notes pour un labyrinthe, Léo Henry
  - Agent de la camarde, Denis Labbé
  - La Cité travestie, Mélanie Fazi
  - Confessions, Charlotte Bousquet
  - Bloody Venise, Jess Kaan
  - Vierge noire, Luvan
  - Vénus s'élevant des eaux, Tanith Lee, trad. Estelle Valls de Gomis ((en) Venus Rising on Water, 1991)
- Analyses
  - Écrit sur de l'eau : un florilège vénitien..., Léa Silhol
  - Venise la fantastique, Estelle Valls de Gomis
  - Réinventer Venise, Fabrice Colin
  - Empreintes & Pigments : bibliographie subjective de la Cité des Doges, Léa Silhol

### Emblèmes #6 – Extrême-Orient
Dirigé par Greg Silhol, illustrations de Stephanie Pui-Mun Law (en) (août 2002)
- Avant-propos, Greg Silhol
- Nouvelles
  - Différentes couleurs : cinq prières japonaises, Léa Silhol
  - Le Tueur de dragon, Garry Kilworth, trad. Denis Labbé ((en) The Dragon Slayer, 1990)
  - Rokuro-Kubi, Lafcadio Hearn, trad. Greg Silhol (extrait de Kwaïdan)
  - Le Dit des cheveux, Luvan
  - L'Ombre d'un regret, Pierre Fauvel
  - Les Enfants du dragon, Lawrence Schimel & Mark A. Garland, trad. Sire Cédric ((en) Children of the Dragon, inédit)
  - Le Petit Singe de Kyoto, Armand Cabasson
  - Kenshiro's Way, Jess Kaan
  - La Flûte en bois de pêcher, Brook & Julia West, trad. Sire Cédric ((en) The Peachwood Flute, 1996)
  - Le Temple sous la Lune, Pierre-Alexandre
  - Magie des renards, Kij Johnson, trad. Mélanie Fazi ((en) Fox Magic, 1994)
- Analyses
  - Japon : Les Îles fantastiques, un tour d'horizon du folklore japonais, Greg Silhol
  - Guide de lecture, Greg Silhol

### Emblèmes #7 — La Mort... Ses vies
Dirigé par Léa Silhol, illustrations de Socar Myles (novembre 2002)
- L'Œuvre au noir, Léa Silhol
- Nouvelles
  - Elle est trois (la mort), Tanith Lee, trad. Estelle Valls de Gomis ((en) Elle est Trois (la Mort), 1983)
  - De la noirceur de l'encre, Lélio
  - Marcheterre, Léo Henry
  - Toutes les morts ont montré leur visage, Nico Bally
  - Le Masque de la mort rouge, Edgar Allan Poe, trad. Charles Baudelaire
  - De Morte et de Mortis Dementia, Armand Cabasson
  - Toutes mes excuses, Philippe Depambour
  - Sous l'aile maternelle de la mort, Karim Berrouka
  - No Man's Land, Cyril Gazengel
- Analyses
  - Bourreaux et Passeurs : quelques profils de la mort dans les mythologies d'Occident, Léa Silhol
  - Écrire la mort, Sire Cédric

### Emblèmes #8 – Cités perdues
Dirigé par Alain Pozzuoli, illustrations de Claudine Béhin (février 2003)
- Avant-propos, Alain Pozzuoli
- Nouvelles
  - Les Villes englouties : la ville d'Is, Anatole Le Braz (extrait de La Légende de la Mort, 1893)
  - Prolégomènes à toute étude sérieuse du "mythe" de l'Atlantide, Matthieu Baumier
  - Les Îles de rouille, Storm Constantine, trad. Estelle Valls de Gomis ((en) The Rust Islands, 1997)
  - D'autres viendront après moi, Léo Henry
  - Rosso Pompeiano, Merlin Gaunt
  - Mortes Maisons, Franck Ferric
  - Babylone, Sire Cédric
  - Rosebud, Denis Labbé
  - Les Chats d'Aspara, Markus Leicht
- Analyses
  - À la (perpétuelle) recherche des cités perdues (ou lorsque archéologie et littérature se mélangent), Alain Pozzuoli
  - En quête des cités perdues, Jean-Pierre Laigle
  - L'Atlantide, Platon (extrait de Critias)
  - Quelques passeports pour les cités perdues, Alain Pozzuoli

### Emblèmes HS1 – La Mort... Sesœuvres
Dirigé par Léa Silhol, illustrations de Jean-Marc Rulier (mars 2003)
- L'Œuvre au rouge, Léa Silhol
- Nouvelles
  - Conte d'amour – IV - Au Bord de la Mer, Villiers de l'Isle-Adam
  - La mort est une femme aux yeux violets (Petits Contes de l'entre-deux-mondes), Claude Mamier
  - Huit Minutes, Christophe Nicolas
  - Twa Corbies, Charles de Lint, trad. Sire Cédric ((en) Twa Corbies, 1998)
  - Puisque la mort est certaine, Jonas Lenn
  - La Mort marraine, Jacob et Wilhelm Grimm
  - Le Plafond blanc, Alyz Tale
  - La Stratégie Acanthe, François Fierobe
  - Recalé, Évelyne Schreiner
  - D. Inc., Fabien Michalczak
  - La Jeune Fille et la Mère, Carole Grangier
  - La Femme en blanc, Arnaud Le Roux
  - Le Prix à payer, Olivier Gechter
  - Rendez-vous avec la mort, Sandrine Bettinelli
  - Sans fin, Kristine Kathryn Rusch, trad. Estelle Valls de Gomis ((en) Without End, 1994)
- Analyses
  - Images de la mort en verres fumés, Denis Labbé
  - Montrer la mort, Sire Cédric
  - L'Ankou, Anatole Le Braz (extrait de La Légende de la Mort, 1893)

### Emblèmes #9 – La Route
Dirigé par Jess Kaan & Greg Silhol, illustrations de PFR (mai 2003)
- Tour de chauffe..., Jess Kaan & Greg Silhol
- Nouvelles
  - Vado Mori, Léa Silhol
  - Les Trois Routes (extrait de Thomas le Rimeur, traditionnel), trad. Greg Silhol
  - TransSelvaExpress, Jean-Michel Calvez
  - Wanderlust, M. Christian, trad. Sire Cédric ((en) Wanderlust, 2000)
  - Gênez pas la circulation, Antoine Lencou
  - Cross-Road, Sire Cédric
  - Notre patrie se nomme Asphalte, Jérôme Noirez
  - Tous les vœux, Esther M. Friesner, trad. Sire Cédric ((en) All Vows, 1992)
- Analyses
  - Ce qui s'attelle à nos pas : un bref panorama des légendes et rumeurs urbaines liées à la route, Jess Kaan
  - On the Road and Around..., Jess Kaan

### Emblèmes #10 – Sociétés secrètes
Dirigé par Alain Pozzuoli, illustrations de Philippe Callier (septembre 2003)
- Avant-propos, Alain Pozzuoli
- Nouvelles
  - Non Nobis Domine, Non Nobis, Sed Nomini Tuo Da Gloriam, Matthieu Baumier
  - Les Enfants de mai, Robert Weinberg, trad. Estelle Valls de Gomis ((en) The Children of May, inédit)
  - La Loge de l'immortel, Guillaume Roos
  - Pax Christus, Jess Kaan
  - Le Tremblement de terre de Lisbonne, Claire Garand
  - Roi Corpus, Bruce Holland Rogers, trad. Sire Cédric ((en) King Corpus, 2000)
  - L'Ordre du caducée, Ronan Quarez
- Analyses
  - Cagliostro, Bram Stoker, trad. Jean-Pierre Krémer (extrait de (en) Famous Impostors, 1910)
  - L'Influence des sociétés secrètes sur la littérature fantastique du XIXe et du XXe siècle, Alain Pozzuoli & Thierry Acot-Mirande
  - Des signes et des mots : bibliographie, Alain Pozzuoli

### Emblèmes #11 – Doubles & Miroirs
Dirigé par Léa Silhol, illustrations de Lachâtaigne (décembre 2003)
- Dans le Carbone, dans la Glace, Léa Silhol
- Nouvelles
  - La Reine des neiges (extrait), Hans Christian Andersen
  - Echo & le Reflet, Carroll' Planque
  - Les Castes du passage, Pierre Cardol
  - Là-Bas, Lélio
  - Utrezia, Jess Kaan
  - Les Miroirs de pluie, Loïc Henry
  - Une fleur, Fabrice Anfosso
  - CENDRE | Alexeï, Elisabeth Ebory
  - Prières de Cocteau, Gary A. Braunbeck (en), trad. Sire Cédric ((en) Cocteau's Prayers, 1997)
  - Mirage et Magia, Tanith Lee, trad. Sire Cédric ((en) Mirage and Magia, 1982)
- Analyses
  - Les Angoissants Avatars du "je" : le thème du double dans la littérature fantastique, Denis Labbé
  - Reflets d'un thème : bibliographie et filmographie subjectives autour des doubles & des miroirs, Léa Silhol
  - Le Miroir épave, Anatole Le Braz (extrait de La Légende de la Mort, 1893)

### Emblèmes #12 – Polar
Dirigé par Sire Cédric, illustrations d'Aleksi Briclot (mars 2004)
- Coupable, Sire Cédric
- Nouvelles
  - Le Chevalier Dupin, Edgar Allan Poe, trad. Charles Baudelaire (extrait de Double assassinat dans la rue Morgue, 1841)
  - La Ballade des égarés, Léa Silhol
  - L'Église des âmes perdues, Robert Weinberg, trad. Sire Cédric ((en) The Church of Lost Souls, inédit)
  - Ce que le temps a jugé, Elisabeth Ebory
  - Vide intérieur, Armand Cabasson
  - 1888, Merlin Gaunt
  - Les Dépouilles abandonnées des hommes sans sépulture, Gary A. Braunbeck (en), trad. Sire Cédric ((en) The Friendless Bodies of Unburied Men, 1996)
- Analyses
  - Du noir dans l'imaginaire, Stéphanie Nicot
  - Parcours de lecture, François Manson

### Emblèmes SP1 – Tanith Lee
Dirigé par Léa Silhol, illustrations de John Kaiine (juillet 2004)
À l'exception de l'avant-propos et de la partie d'analyses, tous les textes rassemblés sont de Tanith Lee.
- Thanksgiving (quelques mots sur Tanith Lee, la matière dont sont faits les rêves & les Noëls qu'on fête tous les jours), Léa Silhol
- Nouvelles
  - La Reine blanche, trad. Estelle Valls de Gomis ((en) La Reine Blanche, 1983)
  - En Forêt Noire, trad. Estelle Valls de Gomis ((en) En Forêt Noire, inédit)
  - Crânes de poupées, trad. Estelle Valls de Gomis ((en) Doll Skulls, 1996)
  - L'Échiquier de sang, trad. Estelle Valls de Gomis ((en) Blood Chess, 2003)
  - L'Homme qui vola la Lune, trad. Estelle Valls de Gomis ((en) The Man who Stole the Moon, 2001)
  - La Rose du Diable, trad. Estelle Valls de Gomis ((en) The Devil's Rose, 1988)
  - Ce soir je peux dormir tranquillement, trad. Estelle Valls de Gomis

- - Je t'apporte l'éternité, trad. Estelle Valls de Gomis ((en) I Bring You Forever, 1998)
  - Medra, trad. Estelle Valls de Gomis ((en) Medra, 1984)
  - Arbres (poème), trad. Léa Silhol ((en) The Trees, inédit)
  - À un poète, de sa maîtresse (poème), trad. Léa Silhol

- - Deux Demoiselles, trad. Léa Silhol

- Analyses
  - Adam & Tanith, Estelle Valls de Gomis
  - Conteuse de la Tribu, Léa Silhol
  - Entretien avec la maîtresse des Arcanes, Léa Silhol
  - Tanith Lee : une bibliographie française, Léa Silhol

Accompagnant ce numéro d'Emblèmes fut publié un livret Companion reprenant en anglais certains des matériaux originaux de la revue : le poème The Trees, l'essai d'Estelle Valls de Gomis Adam & Tanith (traduit par son auteure), et l'entretien réalisé par Léa Silhol, Interview with the Arcana's Mistress.

### Emblèmes #13 – La Mer
Dirigé par Natacha Giordano, illustrations de Laurent Miny (août 2004)
- Avant-propos, Natacha Giordano
- Nouvelles
  - Le Vin des naufrageurs, Léa Silhol
  - Le Dernier Souvenir du capitaine Teixeira, Claire Garand
  - Tribut, Kristine Kathryn Rusch, trad. Sire Cédric ((en) Tribute, 2001)
  - La Fiancée du marin, Esther M. Friesner, trad. Mélanie Fazi ((en) The Sailor's Bride, 1985)
  - À la reverse, Julien Girault
  - Triangulaire, Jess Kaan
  - Le Rêve ivre de capitaine Jim, Gary A. Braunbeck, trad. Sire Cédric ((en) Captain Jim's Drunken Dream, 2002)
- Analyses
  - Ces monstres marins qui hantent nos eaux, Valérie Frances
  - La Mer(e) des spectres : petit essai sur les hantises de l'océan, Jérôme Noirez
  - Des pages et des voiles, Léa Silhol

### Emblèmes HS2 – Les Fées
Dirigé par Léa Silhol, illustrations d'Amandine Labarre (octobre 2004)
- Elficomanes (plaidoyer pour la féerie face au grand dieu Fric)
- Nouvelles
  - Un si précieux élixir, Martine Hermant
  - Un troll et deux roses, Patricia A. McKillip, trad. Estelle Valls de Gomis ((en) A Troll and Two Roses, 1985)
  - Oriane vaincue, Jean Lorrain (extrait de Princesses d'ivoire et d'ivresse, 1894)
  - La Rose d'Oisin, Yohan Berjaud
  - Un chant d'été, Justine Niogret
  - Fée d'hiver, Franck Ferric
  - Le Gardien du jour, Liz Williams, trad. Sire Cédric ((en) The Daykeeper, 2000)
  - Les Tribulations de Pépé le Gnome en Féerie, Tepthida Hay
  - Art, Armand Cabasson
  - Turquoise, Estelle Valls de Gomis
  - Les Sombres, Karim Berrouka
  - Les Fantômes du vent et de l'ombre, Charles de Lint, trad. Estelle Valls de Gomis ((en) Ghosts of Wind and Shadow, 1990)
  - Thomas, jeune poète dynamique, Benoît Geers
- Analyses
  - Les Fées celtes, ces invisibles voisins, Marie-Laure Nouhaud
  - Figures de la fée dans les Îles britanniques, Thomas Keightley (extrait de (en) Fairy Mythology, 1828)
  - Bibliographie commentée des essais, traités, livres d'art et recueils de contes consacrés aux fées dans le folklore mondial, Léa Silhol
  - Petite bibliographie de littérature féerique et elfique, Lionel Davoust & Léa Silhol

### Emblèmes #14 – Les Portes
Dirigé par Antoine Lencou, illustrations de Didier Florentz (février 2005)
- Par le trou de la serrure..., Antoine Lencou
- Nouvelles
  - Finir en lumière, Jay Caselberg, trad. Sire Cédric ((en) End in Light, 2004)
  - Brève de comptoir, Tristan Lhomme
  - Les Portes de l'opium, Marcel Schwob (extrait de Cœur double)
  - Foyers du cœur, Charles de Lint, trad. Sire Cédric ((en) Heartfires, 1994)
  - Cinquième étage, porte gauche, Olivier Gechter
  - Aux portes des saintes, Pierre Bordage
  - Pour qui grincent les gonds, Jérôme Noirez
  - Un meurtre de corbeaux, Denis Labbé
  - Chemin de croix, Amélith Deslandes
  - Entretien avec une porte, Karim Berrouka
- Analyses
  - Ouvrons la porte, Antoine Lencou
  - Trouver les clefs..., Antoine Lencou

### Emblèmes #15 – Trésors
Dirigé par Estelle Valls de Gomis, illustrations de Dorian Machecourt (août 2005)
- En ouvrant le coffre, Estelle Valls de Gomis
- Nouvelles
  - Un diamant, Alphonse Karr
  - Dans la peau, Merlin Gaunt
  - Après la foudre, Julien Bouvet
  - Les Crépuscules, Léo Henry
  - La Pierre du fou, Armand Cabasson
  - Le Papillon écarlate, Nicolas Valinor
  - Mère-Géode, Jérôme Noirez
  - Le Rubis Parwat, Delia Sherman, trad. Estelle Valls de Gomis ((en) The Parwat Ruby, 1999)
  - The Cat & the Choker, Léa Silhol
- Analyses
  - La Malédiction du précieux : bijoux célèbres et joyaux maléfiques, Estelle Valls de Gomis
  - Les Bijoux et les Gemmes dans la littérature fantastique, Aurélia Moulin
  - Sur les traces du précieux : chasse aux trésors non exhaustive, Estelle Valls de Gomis